# Simcor
Simcor este un grup de nouă companii care activează în producția de materiale de construcții.
Din grup fac parte companiile Simcor, Simbeton, Simterac, Simcor Var, Simcor Management, Simpromat si Simsped, care sunt specializate în producția sau comercializarea materialelor de construcții, BCA, var, mortar și adezivi, prefabricate din beton, plase sudate, stâlpi electrici și pavaje, șeminee, coșuri de fum și cahle de teracotă.
Principalii acționari în grupul de firme Simcor sunt omul de afaceri german Stache Lutz, care deține pachete de acțiuni majoritare sau de control în aproape toate companiile grupului, și Mihai Voiculescu.
Grupul deține:
- 2 fabrici de BCA, la Oradea și Suceava, cu o capacitate totală de 315.000 metri cubi pe an - 10% din piața de BCA
- 2 unități de producție a varului, la Târgu-Jiu și Medgidia, cu capacitate totală de 230.000 tone pe an - 40% din piața de var
- o unitate de producție a cahlelor, în localitatea Vadu-Crișului din Bihor

Cifra de afaceri:
- 2006: 215 milioane RON (61 milioane Euro)[3]
- 2005: 45,3 milioane de euro[2]